# Лукьяненко, Александра Михайловна
Александра Михайловна Лукьяненко (28 января 1938, Шевченково, Николаевская область — 12 июня 1993, Киев) — советский и украинский медик, общественно-политический и государственный деятель. Доктор медицинских наук (1973). Министр социального обеспечения Украинской ССР (1979—1991). Депутат Верховного Совета УССР 10—11-го созывов. Член Ревизионной комиссии КП Украины (1976—1981 и 1986—1990). Заслуженный врач Украинской ССР (1984).

## Биография
Родилась 28 января 1938 года в Шевченково (ныне Долинская).
После окончания Днепропетровского государственного медицинского института с 1961 до 1970 года работала врачом, заведующей отделом здравоохранения Дзержинского районного исполнительного комитета города Кривой Рог, главным врачом 2-й городской больницы Кривого Рога Днепропетровской области.
В 1970—1973 годах — начальник отдела, заместитель начальника Управления по лечебной работе 4-го Главного управления Министерства здравоохранения Украинской ССР.
С февраля 1973 по апрель 1974 года — заместитель министра социального обеспечения Украинской СCP. В апреле 1974 — марте 1979 года — 1-й заместитель министра социального обеспечения Украинской СCP.
Занимала пост министра социального обеспечения Украинской СCP с 19 марта 1979 по 17 сентября 1991 года.
Умерла 12 июня 1993 года Киеве.

## Научная деятельность
Занималась научной деятельностью. Доктор медицинских наук (1973). Автор более 30 научных работ, среди которых три монографии.

### Избранные публикации
- Ревматические пороки сердца у беременных. Киев, 1974 (в соавт.);
- Реабилитация и врачебно-трудовая экспертиза при фибромиоме матки. Киев, 1981;
- Проблемы экспертизы, реабилитации и трудоустройства инвалидов. Москва, 1982.

## Награды
- Дважды Орден Трудового Красного Знамени (1976, 1981);
- Орден «Знак Почёта» (1971);
- Медали СССР;
- Почётная грамота Президиума Верховного Совета УССР (1988);
- Заслуженный врач Украинской ССР (1984).